# Július 9.
Július 9. az év 190. (szökőévben 191.) napja a Gergely-naptár szerint. Az évből még 175 nap van hátra.
Névnapok: Lukrécia + Bereniké, Detre, Eleonóra, Fausztia, Fausztina, Félix, Gotfrid, Hajna, Koppány, Leonóra, Margit, Marina, Marinella, Marinetta, Nóra, Réta, Vera, Verbéna, Verita, Veron, Verona, Veronika, Veronka

## Események
- 518 – Trónra lép I. Iusztinosz bizánci császár († 527).
- 1357 – A prágai Károly híd alapkőletétele.
- 1552 – Drégely várát beveszi a török. Elesik Szondy György várkapitány, akit elismerést kiváltó bátor magatartása miatt Hádim Ali budai pasa díszes pompával temettet el .
- 1762 – Palotaforradalom buktatja meg a másnapra tervezett névnapi ünnepségeire készülődő III Péter orosz cárt a Julianus naptár szerint június 28-án, ahogy akkor Oroszországban számolták az időt. A Gergely-naptár szerint, ahogy Európa-szerte a naptárt vezették, ez július 9-én történt.
- 1816 – Kikiáltják Argentína függetlenségét.
- 1968 – Szegeden fény derül Elek Margit sorozatgyilkosságára
- 1979 – Az amerikai Voyager–2 űrszonda legnagyobb közelségekor fényképezi a Jupiter felhőrendszerét.
- 1986 – A RAF – autójába rejtett pokolgéppel – megöli Karl Heinz Beckurtst, a Siemens vállalat igazgatósági tagját.
- 2002 – Megalakul az Afrikai Unió Addisz-Abebában.
- 2008 – Légi incidens Grúzia légterében, mikor orosz harci gépek megsértik az ország légterét, s emiatt Tbiliszi jegyzékben is tiltakozik.

## Sportesemények
Formula–1
- 1989 –  francia nagydíj, Paul Ricard - Győztes: Alain Prost  (McLaren Honda)
- 2017 –  osztrák nagydíj, Red Bull Ring - Győztes: Valtteri Bottas  (Mercedes)

## Születések
- 1578 – II. Ferdinánd német-római császár, magyar és cseh király († 1637)
- 1631 – Aachs Mihály magyar evangélikus prédikátor († 1708)
- 1723 – Makó Pál matematika- és fizikaprofesszor, a budai egyetem bölcsészeti karának igazgatója, a maga korában Európában a legjobbak közé tartozó felsőbb analízis és algebratankönyvek szerzője († 1793)
- 1805 – Szén József magyar sakkmester († 1857)
- 1824 – Mednyánszky Sándor Cézár római katolikus lelkész, az 1848–49-es forradalom és szabadságharc tábori főlelkésze († 1857)
- 1830 – Kemény Gábor politikus, publicista, az MTA tagja, 1878–1882-ben földművelés-, ipar- és kereskedelemügyi, 1882–1886-ban közmunka- és közlekedésügyi miniszter († 1888)
- 1840 – Zsemlics István magyarországi szlovén író († 1891)
- 1857 – II. Frigyes badeni nagyherceg Baden trónigénylője és címzetes nagyhercege († 1928)
- 1859 – Wilhelm Hallwachs német fizikus, a Hallwachs-hatás névadója († 1922)
- 1879 – Friedrich Adler osztrák politikus, merénylő (Karl von Stürgkh osztrák miniszterelnök gyilkosa), lobbista és forradalmár († 1960)
- 1879 – Ottorino Respighi olasz zeneszerző († 1936)
- 1889 – Reibel Mihály magyar katolikus pap, országgyűlési képviselő († 1959)
- 1892 – Siménfalvy Sándor magyar színész, érdemes művész († 1988)
- 1906 – Bálint György magyar író, műfordító († 1943)
- 1909 – David Frankfurter zsidó orvostanhallgató, Wilhelm Gustloff gyilkosa († 1982)
- 1910 – Szász Béla magyar újságíró, lapszerkesztő († 1999)
- 1914 – Turopoli Géza magyar tisztviselő, vállalatvezető, országgyűlési képviselő († 1993)
- 1918 – Nicolaas Govert de Bruijn holland matematikus, a De Bruijn-gráfok névadója († 2012)
- 1925 – Keres Emil Kossuth-díjas magyar színművész, versmondó († 2016)
- 1926 – Gosztonyi János Jászai Mari-díjas és Aase-díjas magyar színész, rendező, érdemes művész, drámaíró, dramaturg, egyetemi tanár († 2014)
- 1926 – Ben Roy Mottelson amerikai születésű, 1971 óta dán állampolgárságú fizikus († 2022)
- 1927 – Ipper Pál Rózsa Ferenc-díjas magyar újságíró († 1990)
- 1931 – Krencsey Marianne magyar színésznő († 2016)
- 1933 – Csala Zsuzsa Jászai Mari-díjas színésznő, érdemes művész († 2014)
- 1933 – Oliver Sacks brit származású neurológus, író († 2015)
- 1933 – Komlóssy Erzsébet Kossuth-díjas magyar opera-énekesnő († 2014)
- 1936 – Lino Banfi (er. Pasquale Zagaria) olasz színész, komikus
- 1938 – Brian Dennehy amerikai színész („Rambo”, „Óvakodj a törpétől”) († 2020)
- 1939 – Mendelényi Vilmos magyar színész († 1984)
- 1940 – B. Nagy János Kossuth-díjas magyar operaénekes, tenor († 2007)
- 1945 – Dean R. Koontz amerikai író
- 1946 – Bon Scott ausztrál zenész, az „AC/DC” együttes énekese († 1980)
- 1947 – Pelsőczy László színművész, műsorvezető
- 1947 – Mitch Mitchell angol zenész, a The Jimi Hendrix Experience dobosa († 2008)
- 1947 – O. J. Simpson amerikaifutball-játékos és színész († 2024)
- 1948 – Román Kati magyar bábművész († 2009)
- 1948 – Szögi László történész, levéltáros, könyvtáros, a budapesti Egyetemi Könyvtár főigazgatója
- 1950 – Viktor Fedorovics Janukovics ukrán politikus, Ukrajna miniszterelnöke
- 1953 – Fa Nándor magyar vitorlázó, aki 717 nap alatt körülvitorlázta a Földet
- 1955 – Kovács Nóra magyar színésznő
- 1955 – Jimmy Smits amerikai színész
- 1956 – Babják Annamária magyar színésznő
- 1956 – Tom Hanks kétszeres Oscar-díjas amerikai színész
- 1959 – Iváncsik Mihály kézilabdázó
- 1961 – Harmath Imre magyar színész
- 1962 – Gömöry Zsolt magyar zongorista, zeneszerző. Az Edda Művek tagja.
- 1979 – Kerékjártó Tamás magyar úszó
- 1980 – Fábián Juli magyar énekesnő († 2017)
- 1984 – Olusoji Fasuba nigériai atléta
- 1985 – Tóth Ádám jégtáncos
- 1985 – Pawel Korzeniowski lengyel úszó
- 1985 – Ashley Young angol labdarúgó
- 1986 – Szamoránsky Piroska magyar kézilabdázó
- 1988 – Pataki Szilvia magyar színésznő
- 1990 – Rafael da Silva brazil labdarúgó
- 1990 – Fábió da Silva brazil labdarúgó
- 1991 – Mitchel Musso amerikai színész
- 1992 – Douglas Booth angol színész, modell
- 1998 – Robert Capron amerikai színész

## Halálozások
- 1228 – Stephen Langton, Canterbury érseke (* 1150. körül)
- 1552 – Szondy György magyar katona, Drégely várának kapitánya (*  cc 1500)
- 1654 – IV. (Habsburg) Ferdinánd magyar király, cseh király (* 1633)
- 1850 – Zachary Taylor, az Amerikai Egyesült Államok 12. elnöke, hivatalban 1849–1850-ig (* 1784)
- 1850 – Báb perzsa prófétát, vallásalapítót kivégzik Tebrizben. (* 1819)
- 1861 – Balthasar Simunich császári és királyi altábornagy, az 1848-49-es szabadságharcban a császári hadsereg egyik katonai vezetője (* 1785)
- 1914 – Pósa Lajos magyar író, dalszerző, a magyar gyermekirodalom klasszikusa (* 1850)
- 1932 – King C. Gillette amerikai üzletember, a cserélhető borotvapenge feltalálója (* 1855)
- 1945 – Jan Szembek lengyel diplomata, nagykövet (̆* 1881)
- 1955 – Don Beauman brit autóversenyző (* 1928)
- 1981 – Földes Éva sporttörténész, neveléstörténész, az 1948. évi londoni olimpia művészeti versenyeinek harmadik helyezettje (* 1914)
- 1987 – Vészi Endre Kossuth-díjas író, költő (* 1916)
- 1992 – Vántus István Erkel-díjas magyar zeneszerző (* 1935)
- 2002 – Rod Steiger Oscar-díjas amerikai filmszínész (* 1925)
- 2006 – Asdrubal Bayardo uruguay-i autóversenyző (* 1922)
- 2016 – Varga Vilmos magyar színész (* 1931)
- 2019 – Veress Miklós, József Attila-díjas magyar költő, műfordító, kritikus, szerkesztő (* 1942)
- 2022 – Törőcsik András magyar válogatott labdarúgó (* 1955)

## Nemzeti ünnepek, emléknapok, világnapok
- Argentína nemzeti ünnepe: 1816-ban ezen a napon vált formálisan is önálló állammá az Argentin Köztársaság
- Szent Sanz Péter fucsieni apostoli vikárius emléknapja a római katolikus egyházban (Magyarországon június 3.)